# Luật tạng
Luật tạng (zh. 律藏; sa., pi. vinaya-piṭaka) là phần thứ hai của Tam tạng, quy định về việc sống tập thể của chư tăng, chư ni. Luật tạng có nhiều hệ khác nhau như Luật tạng của Thượng tọa bộ, Pháp Tạng bộ, Thuyết nhất thiết hữu bộ.
Luật tạng gồm có 3 phần: 

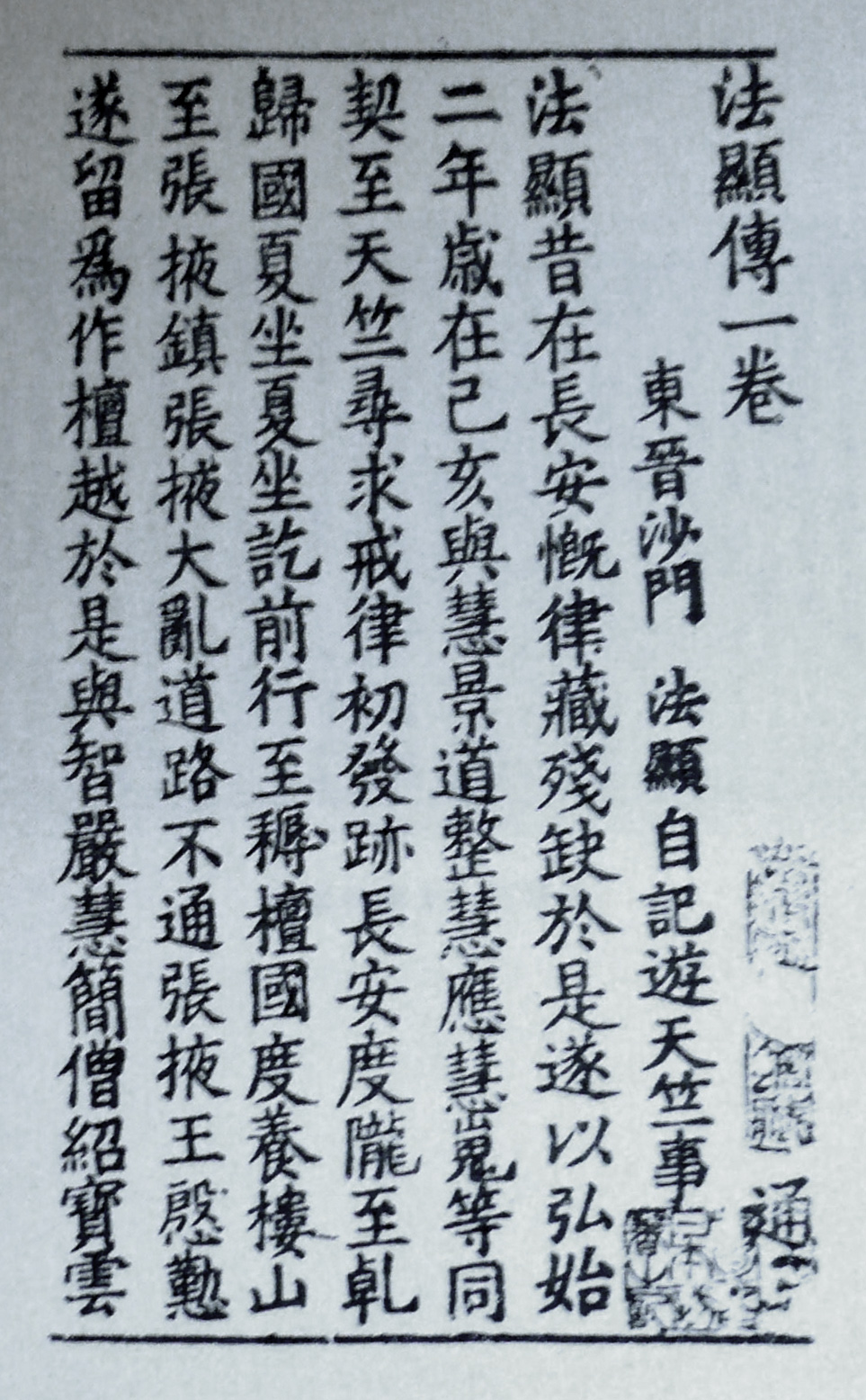
Một trang trong bộ Luật tạng Hán ngữ có từ thế kỷ 12 của Phật giáo Trung Quốc

1. Các quy định dành cho Tỉ-khâu (sa. bhikṣuvibhaṅga);
2. Các quy định dành cho Tỉ-khâu-ni (sa. bhikṣuṇīvibhaṅga);
3. Các quy định trong đời sống hàng ngày (kiền độ 乾度, pi. khandhaka) như ăn uống, áo quần...

Chi tiết các quy định như sau:
1. Quy định dành cho tỉ-khâu gồm có 8 chương: 
  1. Ba-la-di (zh. 波羅夷; sa., pi. pārājika): bị trục xuất nếu phạm các tội giết, trộm cắp, hành dâm, nói dối là đã đạt Thánh quả;
  2. Tăng tàn (zh. 僧殘, sa. saṅghāvaśeṣa, pi. saṅghādisesa): Tạm thời trục xuất nếu phạm một trong 13 tội như vu cáo, gây bất bình, tà dâm với phụ nữ...;
  3. Bất định (zh. 不定, sa., pi. aniyata): Quy định về các lỗi không được ghi ra trước;
  4. Xả đoạ (zh. 捨墮, sa. naihsargika, pi. nissaggika): 30 lỗi cần phải từ bỏ về quần áo, ăn uống, thuốc men;
  5. Ba-dật-đề (zh. 波逸提, sa. pātayantika, pi. pācittiya): 90 lỗi nhẹ cần phạt như la lối, không nghe lời, dối trá;
  6. Hối quá (zh. 悔過, sa. pratideśanīya, pi. pātidesanīya): 4 lỗi xung quanh việc ăn uống;
  7. Chúng học (zh. 眾學, sa. śikṣākaranīya, pi. sekhiya): Các quy định về giao tiếp, xử sự;
  8. Diệt tránh (zh. 滅諍, sa. adhikaranaśamatha): Các quy định về hoà giải tranh chấp.
2. Quy định dành cho tỉ-khâu-ni (sa. bhikṣuṇī-vibhaṅga) cũng có các chương đó nhưng cụ thể thì nghiêm khắc hơn nhiều.
3. Các quy định về đời sống hàng ngày (pi. khandhaka) của tỉ-khâu, tỉ-khâu-ni cũng như trong các ngày đặc biệt trong tháng, hay trong mùa mưa, các quy định khi sống không nhà.

Trong Luật tạng cũng có phần đúc kết các quy định và đọc lên trong những ngày lễ cho mọi người cùng nghe, mỗi vị tỉ-khâu hoặc tỉ-khâu-ni đều có bản phận nhận lỗi công khai nếu vi phạm (Ba-la-đề-mộc-xoa, sa. prātimokṣa).